# Kurino Shinichirō

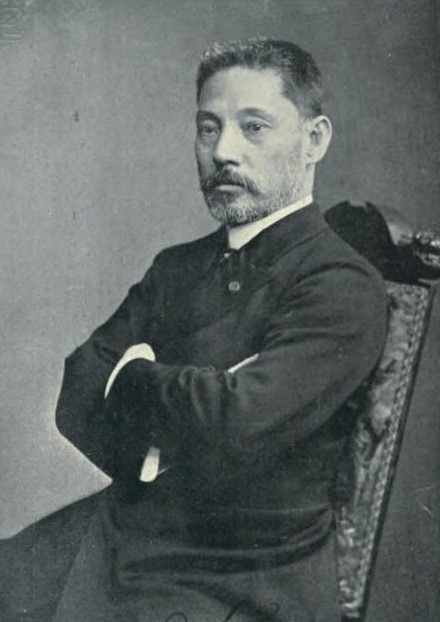
Kurino als Botschafter
in Frankreich

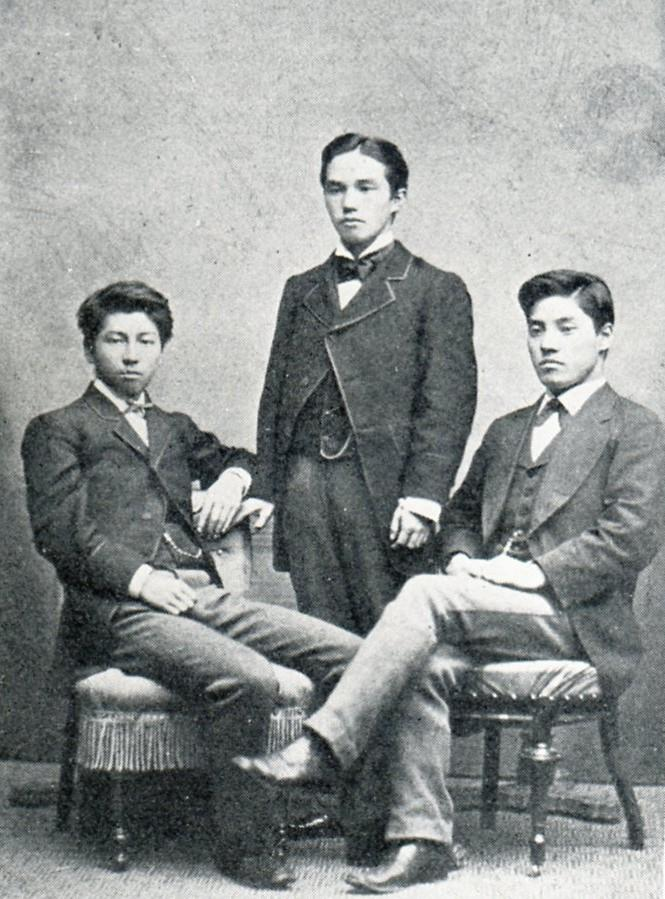
Kurino Shinichirō
in Boston

Kurino Shinichirō (japanisch 栗野 慎一郎; geboren am 29. November 1851 in Fukuoka (Provinz Chikuzen); gestorben am 15. November 1937) war ein japanischer Diplomat der Meiji- und Taishō-Zeit.

## Leben und Wirken
Kurino Shinichirō war Sohn eines Samurai des Kuroda-Klans. Er besuchte die Han-Schule „Shūkenkan“ (修猷館) und bildete sich an der Schule des Takita Shijō (瀧田 紫城; 1822–1897) weiter, wo er Chinesisch, die japanische Nationallehre und holländische Wissenschaft (Rangaku) lernte. Von 1875 bis 1881 studierte er an der Harvard University, zusammen mit Dan Takuma und Kaneko Kentarō.
Nach seiner Rückkehr aus den USA trat er ins Außenministerium ein und wurde Gesandter in den USA, Italien, Frankreich und Russland. In Russland begann er seine Arbeit zu Beginn des Russisch-Japanischen Kriegs und trat für die russisch-japanische Zusammenarbeit und für eine Zusammenarbeit Japans mit Großbritannien ein.
Kurino wurde 1906 der erste japanische Botschafter in Frankreich und schloss 1907 erfolgreich den Vertrag mit Frankreich zur Zusammenarbeit (日仏協約, Nichi-Futsu kyōyaku) ab.
1912 wurde Kurino von Ishii Kikujirō abgelöst und kehrte nach Japan zurück. 1913 ging er in den Ruhestand, 1932 wurde er Mitglied im Staatsrat.